# AB Tasty
AB Tasty est une entreprise française, basée à Paris, créée en 2009 par Alix de Sagazan et Rémi Aubert. Elle édite une solution d’optimisation des conversions en mode SaaS, destinée aux sites de vente en ligne, aux sites d’actualités et aux éditeurs de services interactifs.

## Histoire
La société est initialement créée sous le nom Liwio et opère une activité d’agence de conseil en web analytics, en se focalisant sur des prestations d’implémentation de solution de mesure d’audience (ex : Google Analytics) et de construction de tableaux de bord statistiques.
En parallèle de cette activité, la société développe à partir de 2012 une solution d’a/b testing en mode SaaS, à destination des équipes marketing. La société pivote en 2012 pour se consacrer au métier d’éditeur de logiciels. Elle se développe alors rapidement sur le segment premium de l’a/b testing avec des clients grands comptes français.
La société obtient le Pass French Tech délivré par Cap Digital, le pôle de compétitivité et de transformation numérique, en 2015, 2016 et 2017. En 2021 elle intègre l'indice Next40.

## Financement
La société effectue sa première levée de fonds en septembre 2014 pour un montant de 1.1 million d’euros auprès de Kima Ventures et de XAnge. En février 2016, elle annonce une 2ᵉ levée de fonds de 5 millions d’euros auprès de ses investisseurs historiques et d’Omnes Capital. Une troisième levée est annoncée en mai 2017 pour un montant de 16 millions d’euros,. Korelya Capital (le fonds dirigé par l'ex-ministre déléguée au Numérique Fleur Pellerin), Partech Ventures et les investisseurs historiques participent à ce nouveau tour de table.

## Fonctionnalités
La plateforme est également compatible avec les applications mobiles iOS et Android, permettant ainsi une expérimentation et une personnalisation cross-device.

## Acquisitions
AB Tasty a procédé à plusieurs acquisitions stratégiques visant à enrichir sa plateforme d’optimisation de l’expérience client :
- Nirror[10] (2016) : Cette startup française proposait des solutions de session recording permettant d’enregistrer les sessions de navigation des internautes sous forme de replays vidéo. L’acquisition a permis à AB Tasty d’intégrer ces fonctionnalités d’analyse comportementale, désormais retirées de l’offre.
- Dotaki[11] (2022) : Spécialisée dans la segmentation émotionnelle, Dotaki utilisait l’intelligence artificielle pour adapter les interfaces en fonction du profil émotionnel des visiteurs. Cette technologie a été intégrée sous la marque EmotionsAI, enrichissant les capacités de personnalisation comportementale de la plateforme.

- Potions[12] (2024) : Potions développait des solutions de recommandation produit et de merchandising basées sur une approche déterministe sans recours aux cookies. Cette acquisition a permis à AB Tasty de renforcer son offre dans ces domaines tout en anticipant les évolutions liées à la protection des données.

- Optimizely (en)
- VWO
- Dynamic Yield